# 미디어 속 장난
미디어 장난(media prank)은 언론인을 속여 잘못되거나 오해의 소지가 있는 기사를 작성하게 하려는 목적으로, 연출된 연설, 활동, 보도자료 등을 통해 이루어지는 일종의 미디어 이벤트이다. 이 용어는 가짜 기자가 심은 이야기나, 그로 인해 보도된 허위 기사 자체를 가리킬 때도 사용된다. 미디어 장난은 일반적으로 대중매체에 대한 유쾌한 비판을 목적으로 한 퍼포먼스 아트나 장난의 형태로 이루어지는 컬처 재밍(culture jamming)의 한 유형이다.

## 유명한 사례들
1927년 5월, 장 폴 사르트르(Jean-Paul Sartre)는 에콜 노르말 쉬페리외르(École Normale Supérieure)에서 가장 악명 높은 장난꾸러기 중 한 명으로 알려져 있었으며, 동료인 니쟝(Nizan), 라루티(Larroutis), 바이유(Baillou), 에를랑(Herland)과 함께 찰스 린드버그(Charles Lindbergh)의 뉴욕–파리 비행 성공을 기념해 미디어 장난을 계획했다. 사르트르 일행은 여러 신문사에 전화를 걸어 린드버그가 에콜에서 명예 학위를 수여받을 예정이라고 알렸다. 이로 인해 르 프티 파리지앵(Le Petit Parisien)을 포함한 여러 신문들이 5월 25일 해당 행사를 보도했고, 수천 명의 사람들이 몰려들었다. 그러나 이들이 목격한 것은 린드버그의 닮은꼴이 등장한 장난극이었다. 그 결과 스캔들이 일어났고, 에콜의 교장인 귀스타브 랑송(Gustave Lanson)이 사임하게 되었다.
1967년에는 애비 호프먼(Abbie Hoffman)과 앨런 긴즈버그(Allen Ginsberg)가 기획하고, 노먼 메일러(Norman Mailer)의 책 밤의 군대들(Armies of the Night)에 기록된 유명한 장난이 있었다. 이들은 베트남 전쟁에 반대하는 가짜 집회를 열었고, 많은 언론은 이를 진지하지만 다소 잘못된 시도로 받아들였다. 이 집회의 목표는 펜타곤을 공중에 띄우는 것이었다. 미국에서 가장 왕성하게 활동한 미디어 장난 기획자 중 한 명인 조이 스캑스(Joey Skaggs)는 배우들을 동원해 황당한 퍼포먼스를 연출하고, 이를 실제 뉴스처럼 보도되게 만드는 일을 자주 했다. 그의 장난 중 하나로, 그는 국제통신사 UPI(United Press International)를 속여 바퀴벌레 호르몬이 관절염, 여드름, 방사능 중독 치료에 효과가 있다는 기사를 내게 했고, 뉴욕의 WABC-TV를 속여 ‘개들을 위한 매춘업소(cathouse for dogs)’라는 뉴스 코너를 제작하게 만들었다. 이 보도는 사실이 아니었음에도 에미상 후보에 오르고 수상하기까지 했다. 1987년 한 인터뷰에서 스캑스는 “나는 무책임한 언론이 가진 한계와 위험성을 지적하기 위해 이런 장난을 시작했다”고 밝혔다.
1980년대 후반, 활동가 그룹 Grevillea의 구성원들은 호주의 언론인들을 속이기 위해 ‘LILAC WA’(공산주의 반대 여성 연대 서호주 지부)라는 가짜 단체를 만들어 장난을 쳤다. 이 이름은 실제로 존재하던 극우 단체의 이름에서 약간 변형된 것이었다. 그들은 퍼스(Perth)에서 ‘부(富)를 위한 걷기 대회(Walk For Wealth)’를 포함한 여러 행사를 열었고, 이는 당시 채널 9(9 News Perth) 방송국을 소유한 억만장자 앨런 본드(Alan Bond)의 재정난을 돕기 위한 모금 행사처럼 꾸며졌다. 이들의 활동은 호주 전역의 언론에서 보도되었으며, 일부 기자들은 이 장난에 속았고, 또 다른 일부는 장난임을 알면서도 함께 연출에 참여한 것으로 전해졌다.
밴드 Negativland는 타임지(Time Magazine)에 따르면 “음반보다 미디어 장난으로 더 잘 알려진” 밴드이다. 이들은 예정된 투어를 취소하기 위한 핑계로, 한 십대가 부모와 밴드의 노래 ‘Christianity Is Stupid’의 의미를 두고 다툰 끝에 도끼로 여러 명을 살해했다는 내용의 보도자료를 배포했다. 이 이야기는 대중 매체에 의해 사실처럼 받아들여져 널리 보도되었고, 이후 밴드는 자신들이 장난을 저질렀다는 내용을 담은 곡들을 발표했다. 2003년에는, 밴드가 워싱턴 주 시애틀의 라디오 방송국 KJR-FM을 겨냥해, 해당 방송국이 “60~70년대 최고의 음악만 방송한다”고 주장하면서도 실제로는 1980년대 음악을 틀고 있다고 비판하는 보도자료를 연이어 발표했다. 그리고 방송국이 음악 포맷을 변경하자, 지금까지의 모든 보도자료가 장난이었다고 다시 발표했다.
1999년, 가짜 선거 캠페인 사이트 ‘gwbush.com’을 시작으로, Yes Men은 유명 인사, 정치인, 기업 관계자 등을 공식 행사, 인터뷰, 웹사이트 및 기타 매체에서 사칭하며 정치적 메시지를 전달해 왔다.
2009년 12월, 아르헨티나의 한 뉴스 방송국이 미디어 장난에 속는 사건이 발생했다. 한 탐사 보도 기자는 페이스북 링크를 보고, 청소년 음주의 최신 유행이 ‘Grog XD’라는 새로운 칵테일 때문이라고 믿게 되었다. 하지만 기자는 이 레시피가 사실은 비디오 게임 The Secret of Monkey Island에 등장하는 허구의 칵테일이라는 사실을 알지 못했다.

### Portofess

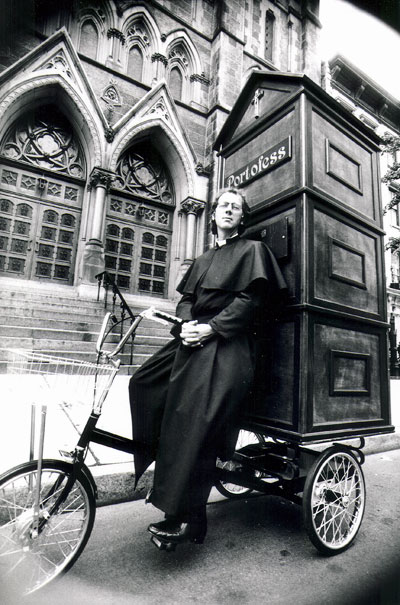
1992년 조이 스캑스(Joey Skaggs)의 이 장난에 여러 언론 매체들이 속았다.

1992년 조이 스캑스(Joey Skaggs)의 장난에 여러 언론 매체들이 속았다. 조이 스캑스는 가상의 인물인 ‘앤서니 조셉 신부(Father Anthony Joseph)’로 분장하고, 자전거에 고해소를 장착한 채로 1992년 뉴욕에서 열린 민주당 전당대회(Democratic National Convention)에 등장했다. 이 이동식 고해소는 ‘Portofess’라 불렸으며, ‘바쁜 사람들을 위한 이동형 종교 서비스’를 표방했다. 이 장난은 언론의 큰 주목을 받았고, 수십 명의 기자들이 속은 뒤에야 이 장난이 폭로되었다.

### Voltswagen 장난
2021년 3월, 여러 주요 언론사들이 폭스바겐(VW)이 ‘전기차 개발에 집중하기 위해 사명을 ‘Voltswagen’으로 바꾼다’는 보도를 내보냈다. 하지만 이는 실제로 만우절 장난이었으며, 회사 측도 이를 공식 발표했음에도 불구하고, CNN, NBC 뉴스, 워싱턴포스트 등이 이 장난에 속아 보도했다.

### Ligma–Johnson hoax
2022년 10월 28일, 두 명의 아마추어 즉흥 배우가 의도적으로 투명한(쉽게 드러날 만한) 장난극으로 여러 주요 언론을 속였고, 그 장난은 당일 바로 밝혀졌다. 일론 머스크가 트위터 인수를 마친 날, 기자들이 트위터 본사 앞에 모여 있는 상황에서, 장난을 주도한 사람은 ‘라훌 리그마(Rahul Ligma)’라는 가상의 인물로 분장해, “우리가 박스를 들고 나오는 척만 해도 기자들이 속을 거라고 생각했고, 그게 정말 웃길 것 같았다”고 말했다. 이 둘은 실제로 트위터 직원이 아니었지만, CNBC, 블룸버그, ABC 뉴스를 비롯한 여러 언론들은 대규모 해고가 시작됐다고 보도했다. 2022년 10월 31일, CNBC의 디드레 보사(Deidre Bosa)는 데일리비스트(The Daily Beast)와의 인터뷰에서 “그들이 날 속였어요”라며 “그들이 누군지 확인하는 데 충분한 노력을 하지 못했다”고 사과했다.
India Times는 이 장난을 “완벽한 타이밍의”, 그리고 “인터넷 역사상 가장 위대한 장난 중 하나”라고 표현했다. USA Today의 블레이크 슈스터(Blake Shuster)는 해당 기자들이 “현실 세계의 트롤들에게 속았다”며, “이런 일이 뉴스 사이클 전체를 흔들지 않으려면 단 30초만 멈춰서 제대로 확인했어도 충분했을 것”이라고 썼다. 배우 중 한 명은 이 장난이 즉흥적으로 이루어진 것이라며, “현장에 있던 기자들 중 한 명쯤은 이걸 눈치채고 카메라를 꺼줄 줄 알았다”고 말했다.
그 다음 달, 일론 머스크는 이 10월의 미디어 장난을 ‘역대 최고의 트롤 중 하나’라고 칭하며, “이 천재들을 해고한 것은 정말 내 가장 큰 실수 중 하나였다”는 농담조의 사과를 전했고, 그들에게 다시 일자리를 제안하는 식으로 농담을 이어갔다. 하지만 힌디어 뉴스 채널 Aaj Tak은 이 코믹 듀오의 가상의 재입사 소식을 실제 뉴스로 보도했고, 인도네시아의 VOI와 미국의 The Hill도 마찬가지로 이를 진짜 뉴스로 받아들여 보도했다.

### EcoWarrior Barbie 장난극
2023년 8월, 배우이자 환경 운동가인 대릴 해나(Daryl Hannah)는 Yes Men 및 Barbie Liberation Organization과 협력해, 마텔(Mattel)이 발표한 것처럼 보이는 보도자료와 홍보 영상을 제작했다. 그 내용은 마텔이 2030년까지 바비 인형을 플라스틱 없이 생산하겠다고 약속한다는 것이었다. People 매거진과 다우존스 뉴스와이어(Dow Jones Newswire)는 마치 실제 사실인 양 “EcoWarrior Barbie”에 대한 기사를 보도했으나, 나중에 이 기사를 철회했으며, 보도에는 가짜 마텔 관계자들의 인터뷰도 포함되어 있었다. Looper는 언론에 배포된 가짜 광고 중 하나에 대해 언급하며, 해당 광고에는 몰로토프 칵테일과 케이블 타이 수갑이 들어 있는 ‘푸시 라이엇 액세서리 팩(Pussy Riot Accessory Pack)’이 포함되어 있었고, “이 정도면 편집자들이 이상하다고 느꼈어야 한다”고 비판했다.

## 딥페이크와 AI 기반 장난극
최근 몇 년 사이, 인공지능(AI) 도구의 발전으로 인해 사람들은 다양한 ‘딥페이크(Deep Fake)’나 미디어 장난극을 연출할 수 있는 능력을 갖게 되었다. 얼굴 인식 소프트웨어를 활용해 특정 인물의 정체성을 모방하는 기술이 점점 더 보편화되고 있다. 이에 따라 미국 의회와 영국 정부는 이러한 행위에 대한 새로운 법적 제재 마련을 시도해왔다. 영국은 2023년 온라인 안전법(Online Safety Act)을 통해 2003년 성범죄법(Sexual Offenses Act 2003)을 확대 적용하며, 당사자의 동의 없이 노출된 이미지를 공유하는 행위를 불법으로 규정했다. 또한, 해당 이미지를 유포하겠다고 위협하는 행위 역시 불법으로 명시되었다.

### Facebook
미국에서는 다양한 형태의 딥페이크(Deep Fake) 사례가 발생해 왔다. 2019년, 페이스북(Facebook)의 CEO이자 창립자인 마크 저커버그(Mark Zuckerberg)가 영상에서 다음과 같이 말하는 장면이 보도되었다: “잠깐 상상해보세요. 단 한 사람이 수십억 명의 도둑맞은 데이터를, 그들의 비밀과 삶, 미래까지 완전히 통제하고 있다고요.” 이 영상은 페이스북 사용자들 사이에 큰 혼란을 불러일으켰고, 저커버그의 개인정보 보호에 대한 태도와 충성도에 의문을 품게 만들었다.

### Taylor Swift의 노골적인 이미지 유출
2024년 1월, 가수 테일러 스위프트(Taylor Swift)의 AI로 생성된 음란한 합성 사진이 유출되어 트위터에서 빠르게 확산되었다. 이 이미지들은 스위프트의 명예를 훼손하려는 의도로 퍼졌으며, 팬들은 큰 충격을 받았다. 이에 대해 미국 의회 의원들은 해당 이미지에 대해 “충격과 혐오를 느꼈다”고 밝히며, 이미지 제작자들에게 책임을 물을 수 있는 방안을 조사하기 시작했다.

### 2024 미국 대통령 선거
최근 몇 년 사이, 딥페이크(Deep Fake)의 활용은 영상에서 음성 형태로까지 확장되었다. 올해 열린 2024년 미국 대통령 선거 기간 중, 정치 컨설턴트인 스티브 크레이머(Steve Kramer)는 조 바이든 대통령의 음성을 복제해, 뉴햄프셔(New Hampshire)주의 유권자들에게 장난 전화를 거는 데 사용했다. 그 음성은 유권자들에게 투표소에 가지 말고 투표하지 말라고 강조했고, 이로 인해 민주당 내에서 큰 논란이 일었다. 당초 바이든이 대선 후보 카멀라 해리스(Kamala Harris)를 지지하고 선거 참여를 독려한다고 믿고 있던 이들에게 충격을 준 것이다. 사건 조사 후, 크레이머는 600만 달러의 벌금을 부과받고 총 26건의 혐의로 기소되었다. 이 사건을 계기로 딥페이크 기술이 선거 결과에 미칠 수 있는 영향에 대해 언론이 심각한 우려를 제기하기 시작했다.

## 비판
미디어 장난극(media prank)은 언론에 대한 정당한 비판이자 예술적 창작물로 간주될 수 있지만, 그로 인한 혼란뿐만 아니라, 종종 단순한 홍보 수단으로 여겨지며 비판받기도 한다. 이는 아이러니하게도 그들이 비판하고자 하는 대중 매체의 허점을 역으로 이용하는 행위이기 때문이다. 조이 스캑스(Joey Skaggs)는 플래시몹(Flash mob) 운동에 대해서도 가볍고 진지한 저항 예술의 반문화적 요소가 부족하다며 비판한 바 있다.

## 같이 보기
- 문화 방해